# 森薗美月
森薗 美月（もりぞの みづき、1996年4月9日 - ）は、日本の女子卓球選手。愛媛県松山市出身。
ITTF世界ランキング最高位は74位。従兄弟・従姉妹は卓球選手の森薗政崇、森薗美咲である。

## 経歴
4歳からクラッシックバレエやピアノ、絵画、英語、算数、水泳などを経験、幼稚園の年長の時に、自宅に来た美咲と政崇の卓球練習に帯同したことで卓球を本格的に始めることとなった、小学6年で全国1位になり、卒業後JOCエリートアカデミーに入校したがケガなどもあり1年ほどで帰郷し、地元の松山市旭中学に転向を経て四天王寺高校に進学。
その後日本リーグのサンリツでプレイ、2018年開催のTリーグは木下アビエル神奈川に加入した。
2020年に琉球アスティーダとのマネジメント契約を締結した。

## 主な戦績
2016年
- ITTFワールドツアーブルガリアオープン 女子ダブルス 優勝
- 第50回全日本社会人卓球選手権 女子シングルス 優勝

2017年
- ITTFワールドツアーブルガリアオープン 女子シングルス 優勝
- 全日本卓球選手権大会 女子シングルス ベスト16

2018年
- 全日本卓球選手権大会 女子シングルス ベスト16